# Kieran Teo
Kieran Teo (* 6. April 2004 in Singapur), mit vollständigen Namen Kieran Teo Jia Jun, ist ein singapurischer Fußballspieler.

## Karriere

### Verein
Kieran Teo erlernte das Fußballspielen in der Jugendmannschaft des Singapore-Premier-League Erstligisten Home United. Am 1. Januar 2021 wechselte er in die Juniorenmannschaft des ebenfalls in der ersten Liga spielenden Geylang International. Als Juniorenspieler bestritt er drei Erstligaspiele für den Erstligisten. Am 24. Januar 2023 trat er seinen Militärdienst an. Einen Tag später wurde er an den Erstligisten Young Lions ausgeliehen. Die Young Lions sind eine U23-Mannschaft, die 2002 gegründet wurde. In der Elf spielen U23-Nationalspieler und auch Perspektivspieler. Ihnen soll die Möglichkeit gegeben werden, Spielpraxis in der ersten Liga, der Singapore Premier League, zu sammeln.

### Nationalmannschaft
Seit 2019 spielt Teo für diverse singapurische Juniorennationalmannschaften.